# Nissan GT-R
El Nissan GT-R es un automóvil deportivo gran turismo cupé 2+2 con motor delantero montado longitudinalmente y tracción en las cuatro ruedas, producido por el fabricante japonés Nissan, lanzado en Japón el 6 de diciembre de 2007, en Estados Unidos el 7 de julio de 2008 y en el resto del mundo en marzo de 2009.
A finales de febrero de 2025 se anunció el cese de su producción y, aunque continuaban recibiendo muchas órdenes, se han suspendido para la producción planeada. No obstante, la firma menciona que ya trabaja en su sucesor: el posible GT-R R36 que, según muchos rumores sería eléctrico. Aparentemente evolucionaría del Nissan Hyper Force Concept que fue presentado en 2023 y su versión definitiva sería presentada en 2028.

## Prototipo
Dos prototipos fueron exhibidos en ferias de automóviles antes de que fuera presentado el modelo de producción. El primer prototipo fue presentado en el Salón del Automóvil de Tokio en 2001, mostrando cómo se vería un GT-R del siglo XXI. En el Salón del Automóvil de Tokio de 2005, Nissan dio a conocer un nuevo prototipo del GT-R, indicando que el GT-R de producción se basaría en un 80 o 90% en este prototipo.
En 2001, el fabricante japonés presentó un prototipo llamado GT-R Concept, con forma de cupé bastante definido con un interior para cuatro pasajeros, panel de instrumentos digital y dos salidas de escape.
En 2005, el por aquel entonces director ejecutivo de Nissan, Carlos Ghosn presentó el GT-R Proto, un ejercicio de diseño muy cercano al modelo de producción que dos años más tardes vio la luz. Por último, hubo una "mula" que usaron para realizar los primeros ensayos del GT-R R35 en carretera y circuito, un Infiniti G35 coupé completamente modificado para albergar toda la técnica del superdeportivo de Nissan, que por aquella época dejó a todos con la boca abierta, ofreciendo una experiencia y prestaciones que todavía a día de hoy son difíciles de igualar.

## Producción
La versión de producción se estrenó en el Salón del Automóvil de Tokio el 6 de diciembre de 2007, siendo su lanzamiento en el mercado japonés, mientras que el lanzamiento oficial en los Estados Unidos fue 7 meses más tarde: el 7 de julio de 2008. El lanzamiento en Canadá también fue en julio de ese mismo año. Europa se convirtió en el tercer mercado de consumo. La gran disparidad en la comercialización inicial entre estas emisiones regionales, se debe a que Nissan debió construir centros de desempeño donde el coche cuente con los servicios necesarios.
Dejó de producirse para el mercano estadounidense en 2024, aunque continuaría fabricándose para otros mercados del mundo, probablemente hasta después de octubre de ese mismo año.

## Diseño
Iba camino de llevarse el premio al deportivo de la década, siendo un coche complicado de modificar: la ingeniería japonesa no parece estar diseñada para cambiar ni un milímetro. Lo que sí es posible es darle un retoque que cambie radicalmente su aspecto pintándolo de negro mate. Sus deportivas formas, mezcladas con el aire de brutalidad que le dan las superficies planas con pintura negro mate, crean un crisol de sensaciones.
El jefe de diseño de Nissan, Shiro Nakamura, asemeja el nuevo GT-R con el epónimo de robots gigantes de la serie Gundam. Los diseñadores de Nissan en América rediseñaron tres cuartas partes la parte trasera del vehículo, mientras que sus diseñadores europeos hicieron lo propio con el techo.
Polyphony Digital, compañía creadora del videojuego de carreras Gran Turismo, estuvo implicada en el desarrollo del GT-R, siendo contratada para diseñar la pantalla multifunción del coche.
Tiene un navegador con disco duro de 30 GB y una pantalla táctil. La pantalla del centro de la consola, además de mostrar la información del navegador y del sistema de sonido, sirve para mostrar datos como la aceleración lateral y longitudinal, el ángulo de giro del volante, la presión ejercida sobre el pedal del freno, la apertura de la mariposa de admisión, la presión de sobrealimentación y el reparto de fuerza entre el eje delantero y trasero. También muestra las información sobre el estado del aceite y del agua.
La carrocería está hecha a partir de elementos de fundición de aluminio, también en ciertas partes de la suspensión, acero y fibra de carbono, algunas piezas del frontal y el difusor de la parte trasera de la carrocería. Su coeficiente de resistencia aerodinámica es de 0.26.

## Especificaciones

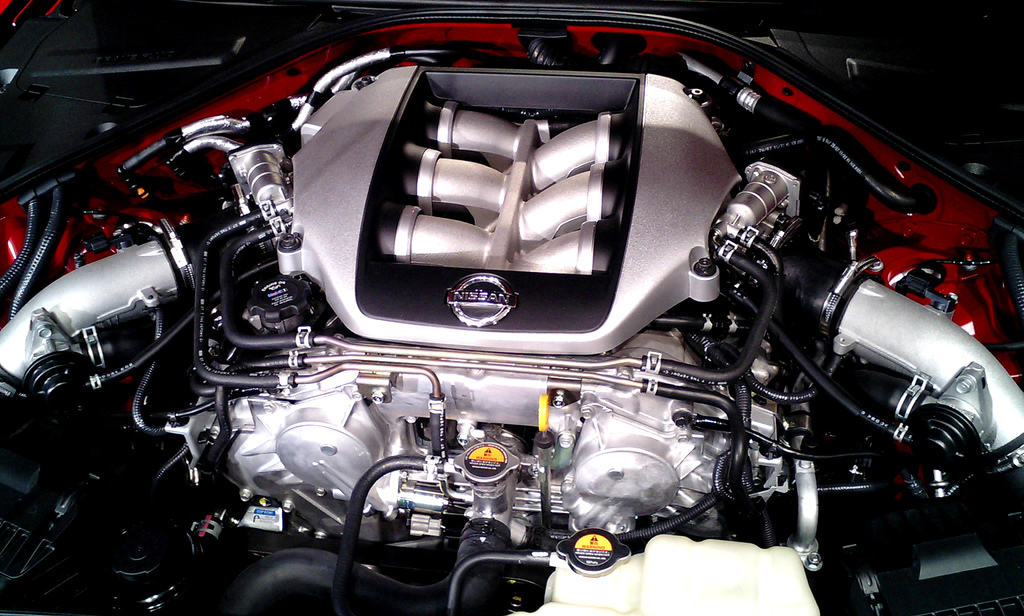
Motor VR38DETT del GT-R.

Está equipado con un motor V6 a 60° VR38DETT Biturbo de 3799 cm³ (3,8 L; 231,8 plg³), con una distribución de doble (DOHC) árbol de levas en la cabeza por cada bancada de cilindros y cuatro válvulas por cilindro (24 en total), que desarrolla una potencia máxima de 480 CV (473 HP; 353 kW) a las 6400 rpm.
Según pruebas dinamométricas independientes, el GT-R produce 570 CV (562 HP; 419 kW) y 65 kg·m (637 N·m; 470 lb·pie) a las cuatro ruedas. Su velocidad máxima es de 310 km/h (193 mph) y acelera de 0 a 100 km/h (62 mph) en 3.5 segundos. El motor también cumple la ULEV.
La transmisión es una caja de cambios de doble embrague GR6 de seis marchas, desarrollada por BorgWarner junto con Nissan para el GT-R. El principio de funcionamiento debe ser similar al de la transmisión DSG de Volkswagen.
Está equipado con frenos de disco ventilados y perforados, cuyas pinzas (cálipers) son monobloque fabricadas por Brembo. Las delanteras tienen seis pistones y las traseras cuatro.
La suspensión es de paralelogramo deformable en los dos ejes. Los amortiguadores Bilstein Damp Tronic, tienen un sistema de control electrónico que permite dar la fuerza de amortiguación necesaria en cada momento, la cual es ajustable mediante un mando desde el panel de instrumentos.
Los neumáticos son del tipo Run Flat desarrollados por Dunlop y Bridgestone, que permiten rodar sin presión durante 80 km (49,7 millas) a 80 km/h (50 mph). Los delanteros son 255/40 R20 x 9,5 pulgadas (50,8 x 24,1 cm) y los traseros son 285/35 R20 x 10,5 pulgadas (50,8 x 26,7 cm). Los neumáticos están inflados con nitrógeno para favorecer que la presión se mantenga constante a pesar de los cambios de temperatura que se producen al rodar.
| Versiones                             | GT-R 2008                                                                            | GT-R SpecV 2010                                                                      | GT-R Black Edition 2016                                                              | GT-R Premium Edition 2013                                                            | GT-R Track Edition 2017-2018                                                         | GT-R Nismo 2017                                                                      | GT-R50 by Italdesign 2018                                                            |
| ------------------------------------- | ------------------------------------------------------------------------------------ | ------------------------------------------------------------------------------------ | ------------------------------------------------------------------------------------ | ------------------------------------------------------------------------------------ | ------------------------------------------------------------------------------------ | ------------------------------------------------------------------------------------ | ------------------------------------------------------------------------------------ |
| Materiales del motor                  | Bloque y cabezas de aluminio.                                                        | Bloque y cabezas de aluminio.                                                        | Bloque y cabezas de aluminio.                                                        | Bloque y cabezas de aluminio.                                                        | Bloque y cabezas de aluminio.                                                        | Bloque y cabezas de aluminio.                                                        | Bloque y cabezas de aluminio.                                                        |
| Alimentación                          | Inyección indirecta Nissan EGI (ECCS) y dobles turbocompresores IHI con intercooler. | Inyección indirecta Nissan EGI (ECCS) y dobles turbocompresores IHI con intercooler. | Inyección indirecta Nissan EGI (ECCS) y dobles turbocompresores IHI con intercooler. | Inyección indirecta Nissan EGI (ECCS) y dobles turbocompresores IHI con intercooler. | Inyección indirecta Nissan EGI (ECCS) y dobles turbocompresores IHI con intercooler. | Inyección indirecta Nissan EGI (ECCS) y dobles turbocompresores IHI con intercooler. | Inyección indirecta Nissan EGI (ECCS) y dobles turbocompresores IHI con intercooler. |
| Sistema de lubricación                | Cárter húmedo.                                                                       | Cárter húmedo.                                                                       | Cárter húmedo.                                                                       | Cárter húmedo.                                                                       | Cárter húmedo.                                                                       | Cárter húmedo.                                                                       | Cárter húmedo.                                                                       |
| Capacidad del depósito de combustible | 71 litros (18,8 galAm).                                                              | 74 litros (19,5 galAm).                                                              | 74 litros (19,5 galAm).                                                              | 74 litros (19,5 galAm).                                                              | 74 litros (19,5 galAm).                                                              | 74 litros (19,5 galAm).                                                              | 74 litros (19,5 galAm).                                                              |
| Diámetro x carrera                    | 95,5 x 88,4 mm (3,76 x 3,48 pulgadas).                                               | 95,5 x 88,4 mm (3,76 x 3,48 pulgadas).                                               | 95,5 x 88,4 mm (3,76 x 3,48 pulgadas).                                               | 95,5 x 88,4 mm (3,76 x 3,48 pulgadas).                                               | 95,5 x 88,4 mm (3,76 x 3,48 pulgadas).                                               | 95,5 x 88,4 mm (3,76 x 3,48 pulgadas).                                               | 95,5 x 88,4 mm (3,76 x 3,48 pulgadas).                                               |
| Relación de compresión                | 9,0:1.                                                                               | 9,0:1.                                                                               | 9,0:1.                                                                               | 9,0:1.                                                                               | 9,0:1.                                                                               | 9,0:1.                                                                               | n/a.                                                                                 |
| Potencia máxima                       | 480 a 485 CV (473 a 478 HP) (353 a 357 kW) @ 6400 rpm.                               | 530 CV (523 HP; 390 kW) @ 6400 rpm.                                                  | 545 CV (538 HP; 401 kW) @ 6400 rpm.                                                  | 550 CV (542 HP; 405 kW) @ 6400 rpm.                                                  | 570 a 573 CV (562 a 565 HP) (419 a 421 kW) @ 6800 rpm.                               | 600 CV (592 HP; 441 kW) @ 6800 rpm.                                                  | 720 CV (710 HP; 530 kW).                                                             |
| Par máximo                            | 60 kg·m (588 N·m; 434 lb·pie) @ 3200-5200 rpm.                                       | 64,4 kg·m (632 N·m; 466 lb·pie) @ 3200-6000 rpm.                                     | 64 kg·m (628 N·m; 463 lb·pie) @ 3200-5800 rpm.                                       | 64,4 kg·m (632 N·m; 466 lb·pie) @ 3200-5800 rpm.                                     | 64,6 a 65 kg·m (634 a 637 N·m) (467 a 470 lb·pie) @ 3300-5800 rpm.                   | 66,5 kg·m (652 N·m; 481 lb·pie) @ 3600-5600 rpm.                                     | 79,5 kg·m (780 N·m; 575 lb·pie) @ 3600-5600 rpm.                                     |
| Peso                                  | 1815 kg (4001 libras).                                                               | 1670 kg (3682 libras).                                                               | 1771 kg (3904 libras).                                                               | 1750 kg (3858 libras).                                                               | 1776 kg (3915 libras).                                                               | 1725 kg (3803 libras).                                                               | n/a.                                                                                 |

## Variantes

### GT-R Nismo

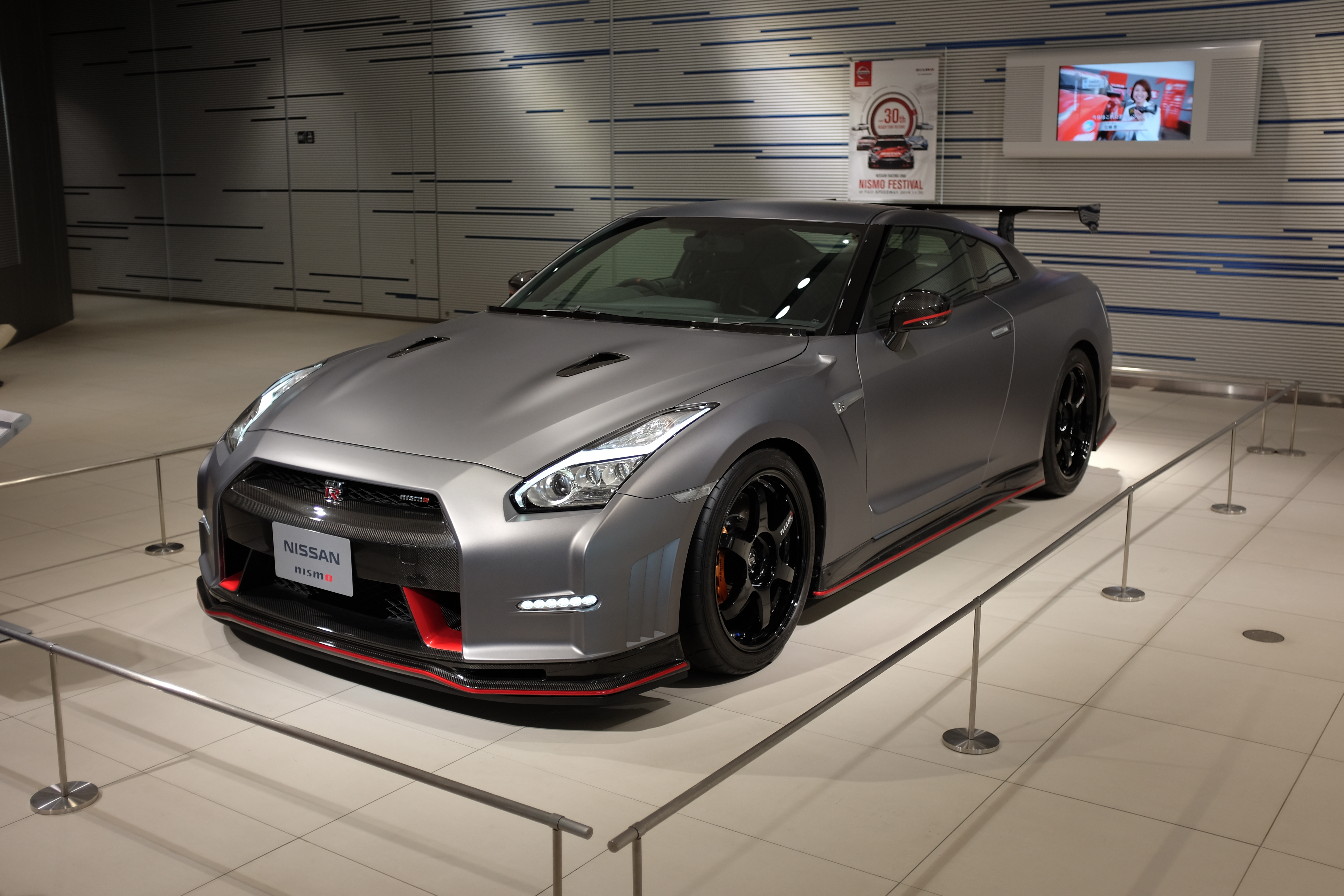
GTR Nismo.

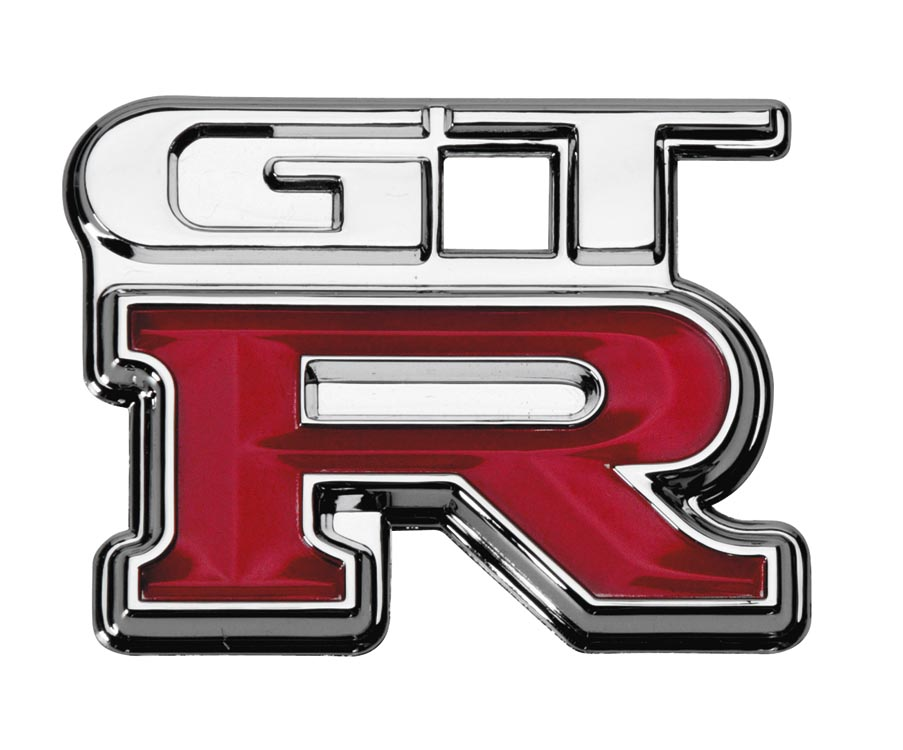
Logotipo GT-R.

Cuenta con mejoras en el rendimiento del motor que aumenta a 600 CV (592 HP; 441 kW) a las 6800 rpm y un par máximo de 66,5 kg·m (652 N·m; 481 lb·pie) a las 3600 rpm, gracias a unos turbocompresores más grandes, los mismos que posee la versión de competición NISMO GT3 y un reajuste de la centralita. Además, sufre una modificación estética que mejora la aerodinámica. En 2018 es nuevamente modificado para aumentar dicha potencia.
Para diferenciar un GT-R normal del GT-R NISMO tendremos que fijarnos en algunos detalles como el frontal, siendo en la versión NISMO completamente en fibra de carbono con el objetivo de reducir peso. La apertura de la parrilla delantera se ha incrementado en tamaño incorporando ahora el diseño V-motion en cromado oscuro, facilitando la refrigeración del motor. El GT-R NISMO genera mucha carga aerodinámica, por lo que es importante incrementar la estabilidad a alta velocidad. Para ello se ha mejorado el flujo del aire alrededor del vehículo y se ha redirigido el aire de alrededor de las ruedas para mejorar la aerodinámica.
El rendimiento de las cuatro ruedas motrices también se ha mejorado gracias en parte a la estructura de la carrocería reforzada lo que ha permitido afinar aún más los amortiguadores, muelles y estabilizadores del vehículo. El modelo 2020 estaba equipado con frenos de disco carbono-cerámicos de 410 mm (16,1 pulgadas) delante y 390 mm (15,4 pulgadas) detrás.
El interior es igual de sofisticado que su exterior. Llaman la atención dentro del habitáculo el rediseñado tablero de instrumentos, el volante y reposabrazos central forrados en Alcantara de alta calidad. También destaca en esta versión el acabado de los asientos Recaro de carbono con inserciones de color rojo en Alcantara.

### GT-R SpecV

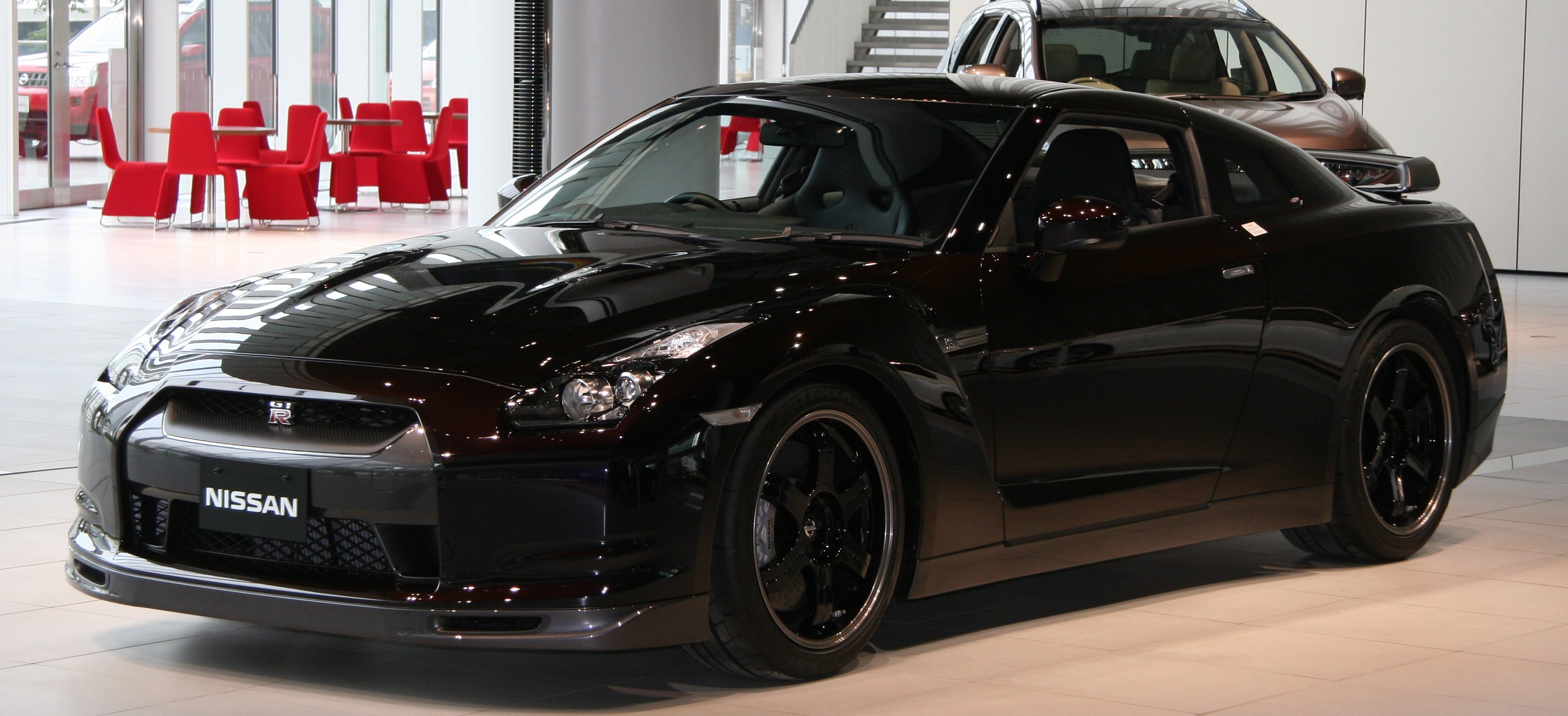
Versión SpecV.

Nissan presentó el GT-R SpecV el 7 de enero de 2009 en el Salón del Automóvil de Tokio. Los cambios exteriores sobre la base del GT-R fueron los siguientes: un alerón trasero, parrilla y conductos de freno de fibra de carbono junto con una exclusiva pintura «Ultimate Opal Black». Los cambios interiores incluyen unos nuevos asientos Recaro en cuero y fibra de carbono más livianos y la eliminación de los asientos posteriores.
El motor se alimenta por un biturbo sin ningún aumento de potencia, pero incorpora un nuevo controlador de impulso de marcha que aumenta temporalmente la presión, con lo que debería entregar un mayor par de medias a altas revoluciones. Otros cambios incluyen un escape de titanio, revisiones en la suspensión, frenos carbono-cerámicos y de ruedas Nismo de 20 pulgadas (50,8 cm). El peso total se redujo en 60 kg (132 lb), respecto al GT-R estándar.
En Japón las ventas comenzaron el 2 de febrero de 2009 a siete distribuidores preseleccionados pre entrenados en la mecánica especial del GT-R y buenos conocedores de las carreras de circuito de conducción. En la versión Nismo, el GTR cuesta 186000 € o la edición Premium con un precio de 108000 €.
El 15 de diciembre de 2009, en conmemoración del 40 aniversario llegaron 40 GT-R SpecV a Madrid, España, los cuales se entregaron a clientes que previamente lo habían reservado. Esta versión del Nissan GT-R cuesta el doble que la versión de serie.

### Track Edition

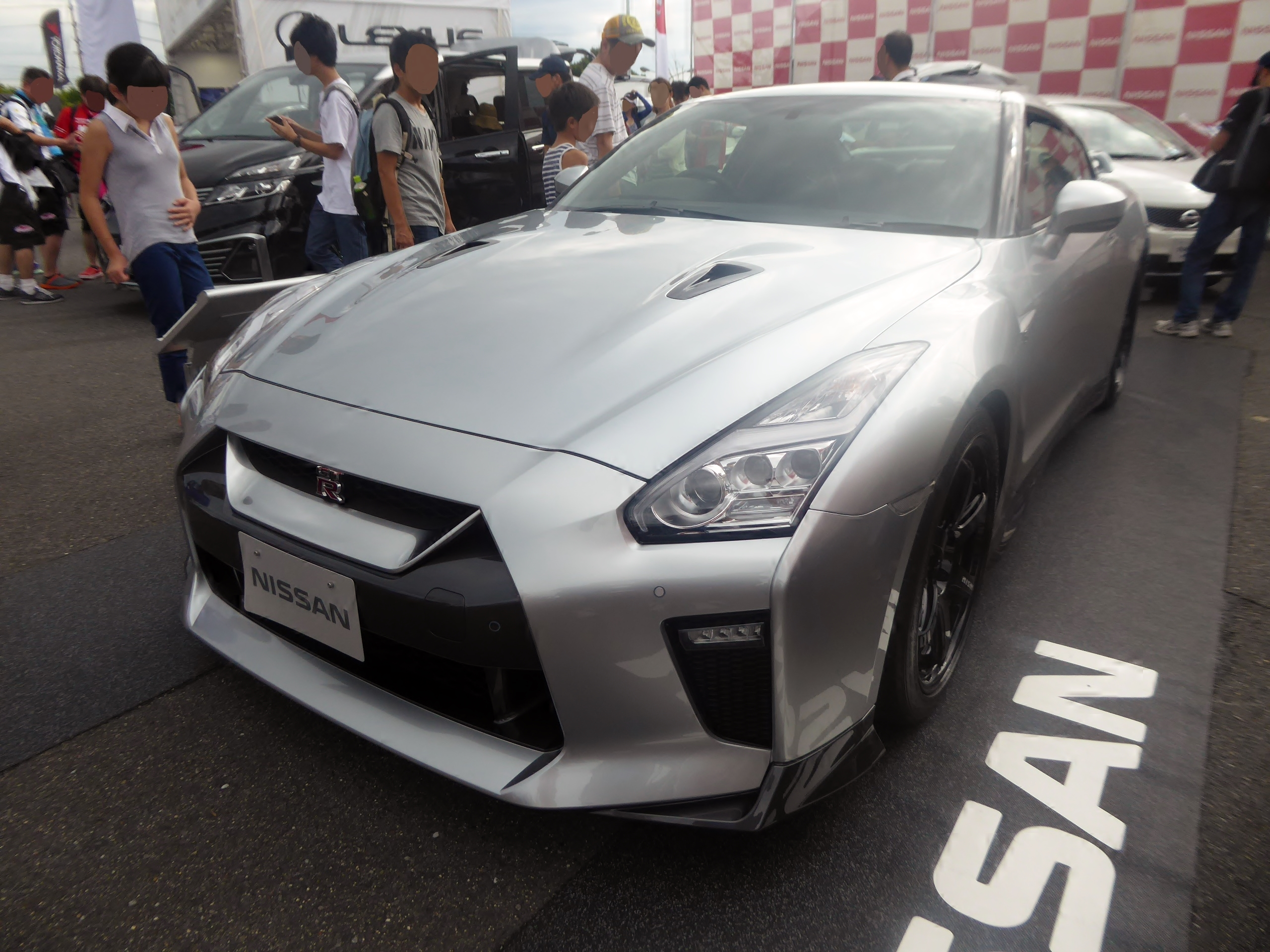
GT-R Track Edition engineered by Nismo en el Salón del automóvil de Osaka de 2015.

El GT-R 2017 Track Edition Enginiereed by NISMO cuenta con equipamiento adicional a su versión estándar, incluyendo rines RAYS de 6 brazos ultraligeras en aluminio forjado exclusivas NISMO, spoiler delantero específico y un spoiler trasero de fibra de carbono. Además del Sistema de suspensión Bilstein Damp Tronic ajustada por NISMO con 3 modos seleccionables por el conductor, mayor rigidez de la carrocería específica para uso en pista. Así mismo, cuenta con asientos Recaro V-Spec de carbono que reducen el peso en 16,3 kg (35,9 libras) y el portón del maletero en carbono que lo rebaja en 2 kg (4,4 libras) con el objetivo de mejorar la prestaciones en pista.
Diseñado para reemplazar al legendario GT-R 545 CV (538 HP; 401 kW), el GT-R Track Edition ofrece una suspensión preparada especialmente para la competencia, frenos con guía de enfriamiento y spoiler delantero con entradas de aire fabricadas con fibra de carbono.

"El concepto detrás de la edición del Nissan GT-R Track Edition 2014 es permitir a los conductores que disfruten aún más de la conducción exigente de un auto de alto rendimiento..."
comentó: Pierre Loing, Vicepresidente de Estrategia y Planificación de Producto de Nissan América.

Cabe destacar que gran parte del desarrollo de la suspensión del GT-R Track Edition tuvo lugar en el circuito de Nürburgring, donde se refinó la fuerza de amortiguación adicional por puntos de referencia.
El análisis del sistema de aire para los frenos delanteros y traseros también se perfeccionó a través de pruebas rigurosas en este demandante circuito de competencias.
El motor desarrolla 545 CV (538 HP; 401 kW) y 64 kg·m (628 N·m; 463 lb·pie) de par máximo. La potencia se transmite al piso gracias a una transmisión que preselecciona los cambios inmediatamente, para que se puedan aplicar de forma más rápida.

### GT-R Egoist

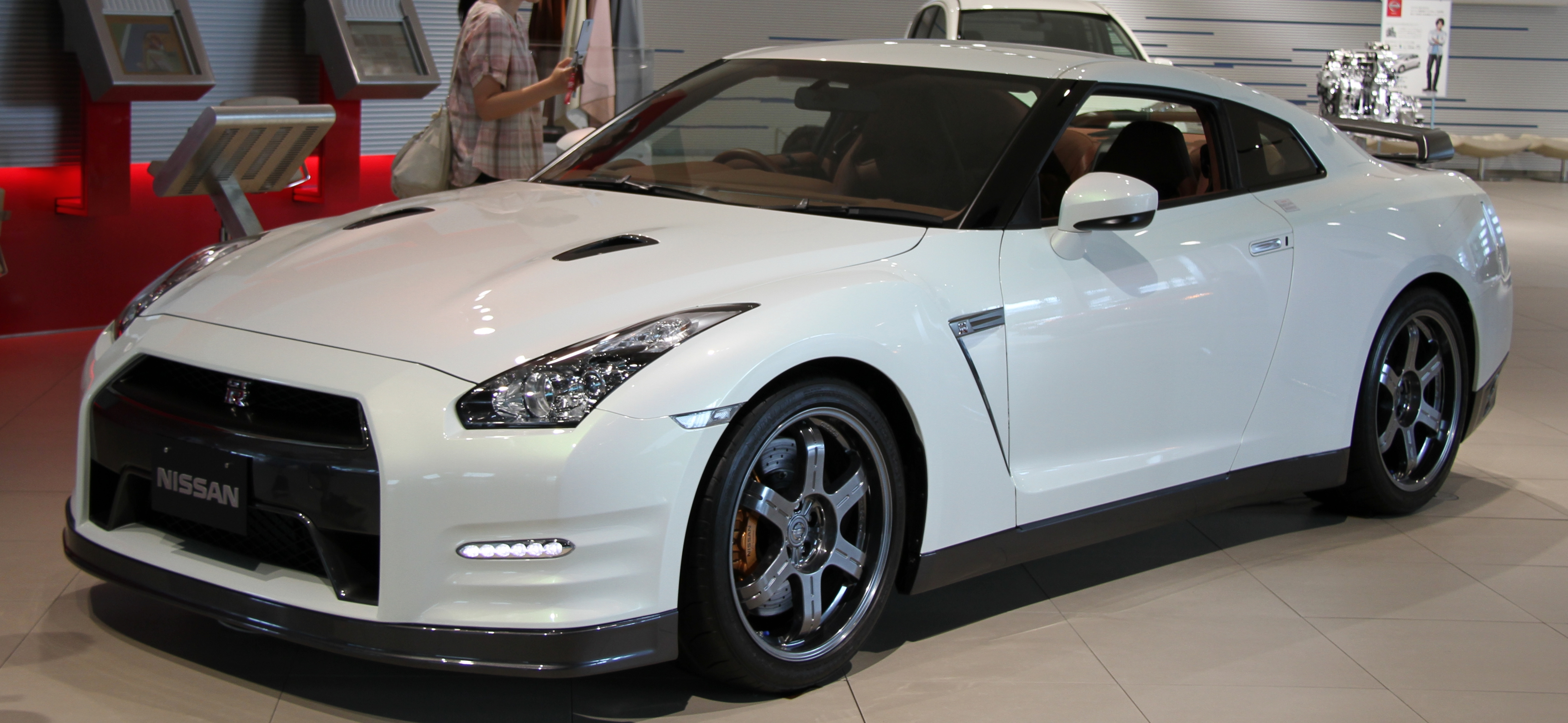
GT-R Egoist de 2012.

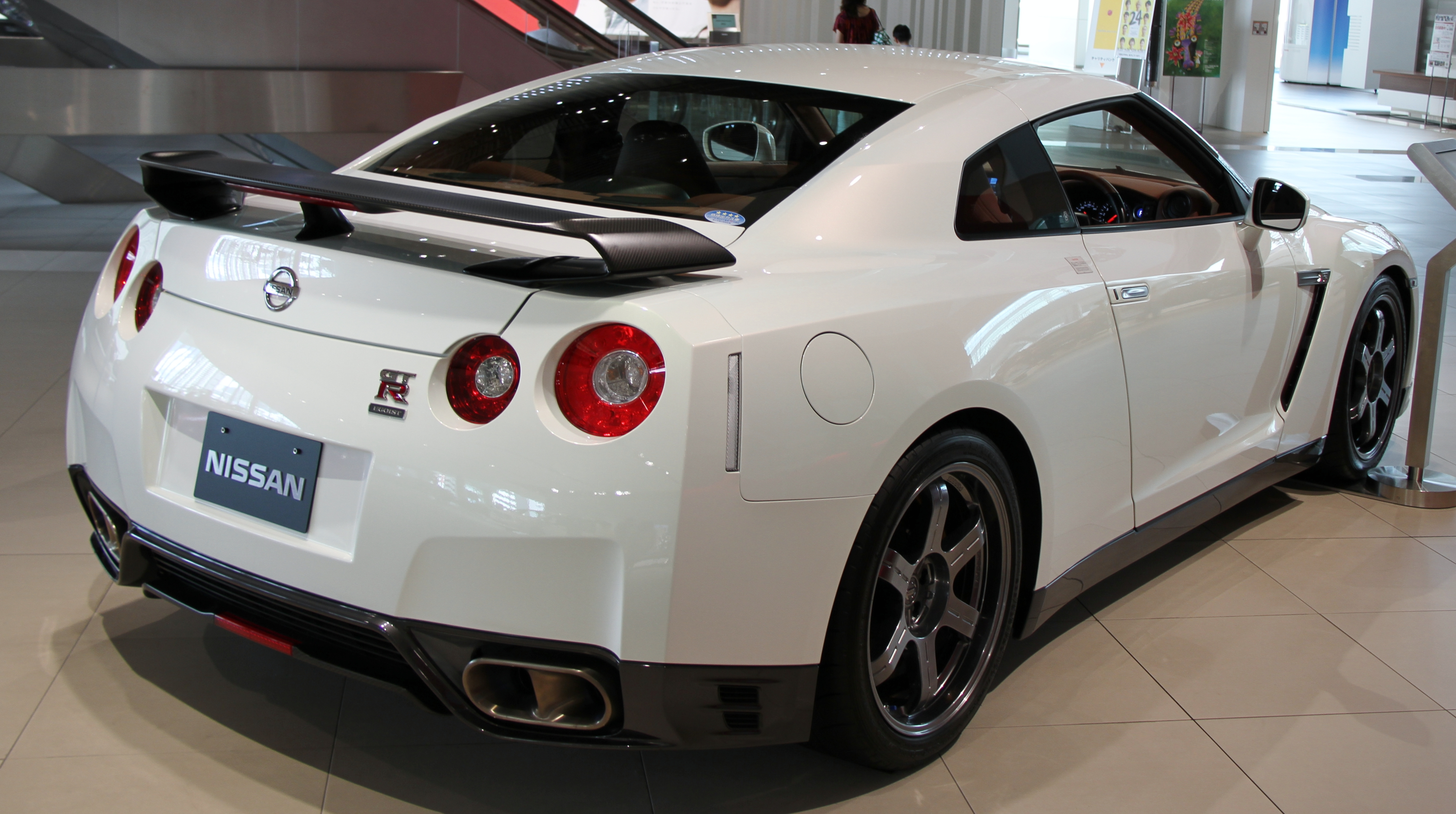
Vista trasera.

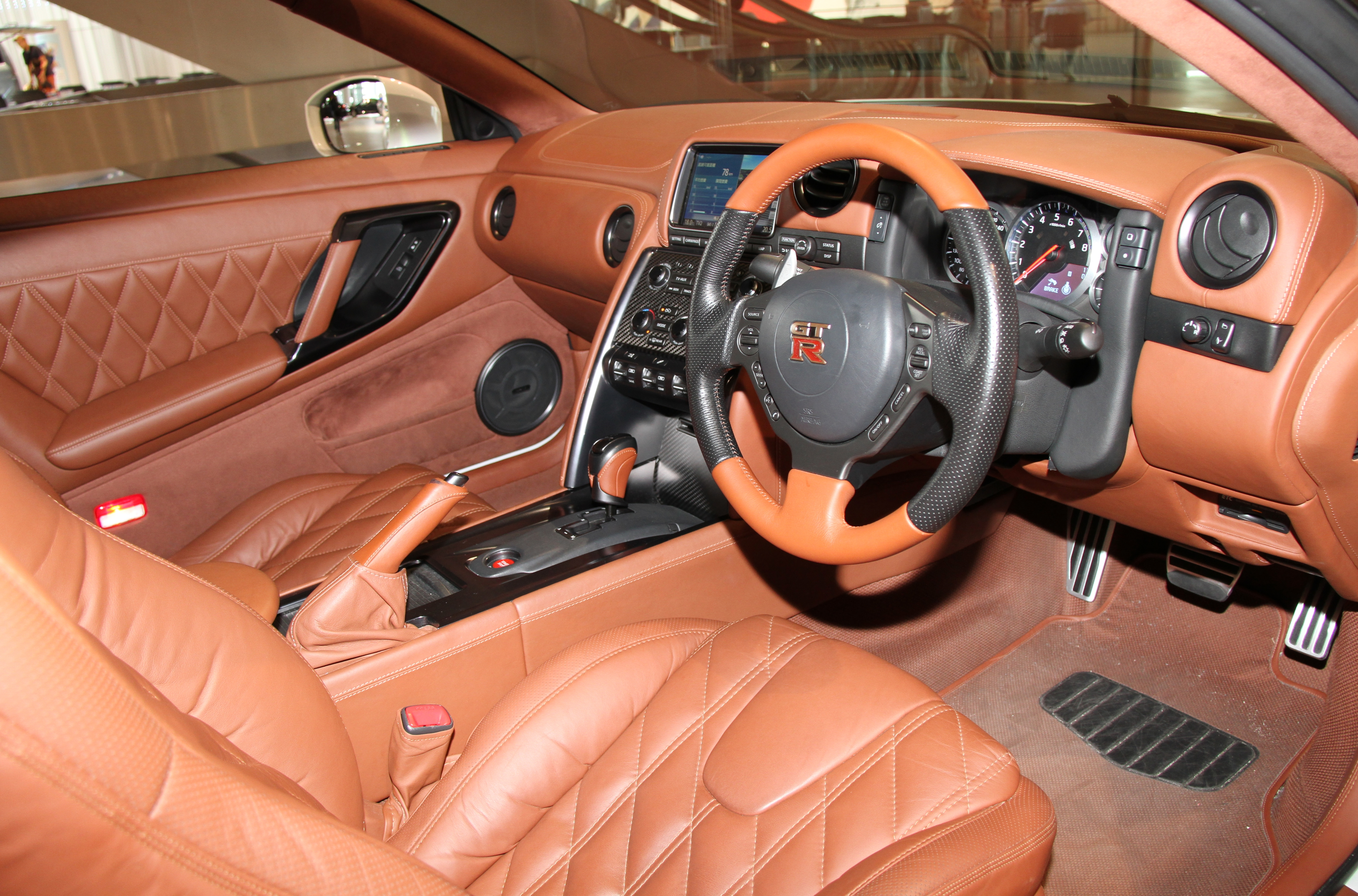
Habitáculo interior del Egoist 2012.

Es una versión del Nissan GT-R 2011, un pequeño "restyle" que se caracteriza por sumar el lujo a la deportividad convirtiéndolo en un modelo tan exclusivo en su aspecto como caro en su etiqueta. Combina partes del Nissan GT-R SpecV, como el alerón de fibra de carbono, las rines o el escape, con unos acabados interiores hasta ahora desconocidos en el Nissan GT-R, más propios de Ferrari.
Existen combinaciones de 20 colores distintos para el interior: 10 en la parte superior y 10 en la inferior, desarrollados por una empresa alemana especializada en el tratamiento del cuero. También cambian otros detalles como un sistema de sonido Bose, los asientos específicos, un logotipo en el volante que cambia con el tiempo.
La potencia pasa de 485 a 530 CV (478 a 523 HP) (357 a 390 kW) como en todos los GT-R 2011.
Los mayores cambios están en el interior, donde se puede elegir entre más de 84 combinaciones, todas ellas con piel de alta calidad. Los acabados del interior se preparan en Alemania y luego se envían a la fábrica en Japón, donde se montan sobre todo el interior. La base de los asientos delanteros, el marco de los anclajes de los cinturones de seguridad, los pilares A y B, la consola central y el túnel de transmisión e incluso el interior de los posavasos y los umbrales de las puertas están tapizados.
Lo más llamativo es que Nissan asegura que Seton, empresa elegida por la japonesa y otras marcas de lujo para proveer la piel de sus interiores, cría solamente una raza de ganado bovino que son controladas en Baviera, en el sur de Alemania. Hasta tal punto llega el control al que se les somete, que los terneros se crían durante 18 meses en un entorno controlado para asegurar una alimentación más consistente y una ausencia de lesiones en la piel provocadas por picaduras de insectos o por arañazos con cables, vallas u otros objetos.
También se controla su alimentación para conseguir que los animales crezcan más de lo normal, de forma que no hagan falta más pieles de las habituales para tapizar cada coche. A pesar de ello, para tapizar un GT-R Egoist hacen falta 15 pieles.
El logotipo del volante tiene un detalle diferente, ya que el GT-R “normal” tiene un emblema barnizado, elegante pero producido en serie, mientras que para el Egoist se emplea un emblema pintado siguiendo un antiguo arte japonés tradicional llamado "Urushi".

### GT-R Nismo N Attack

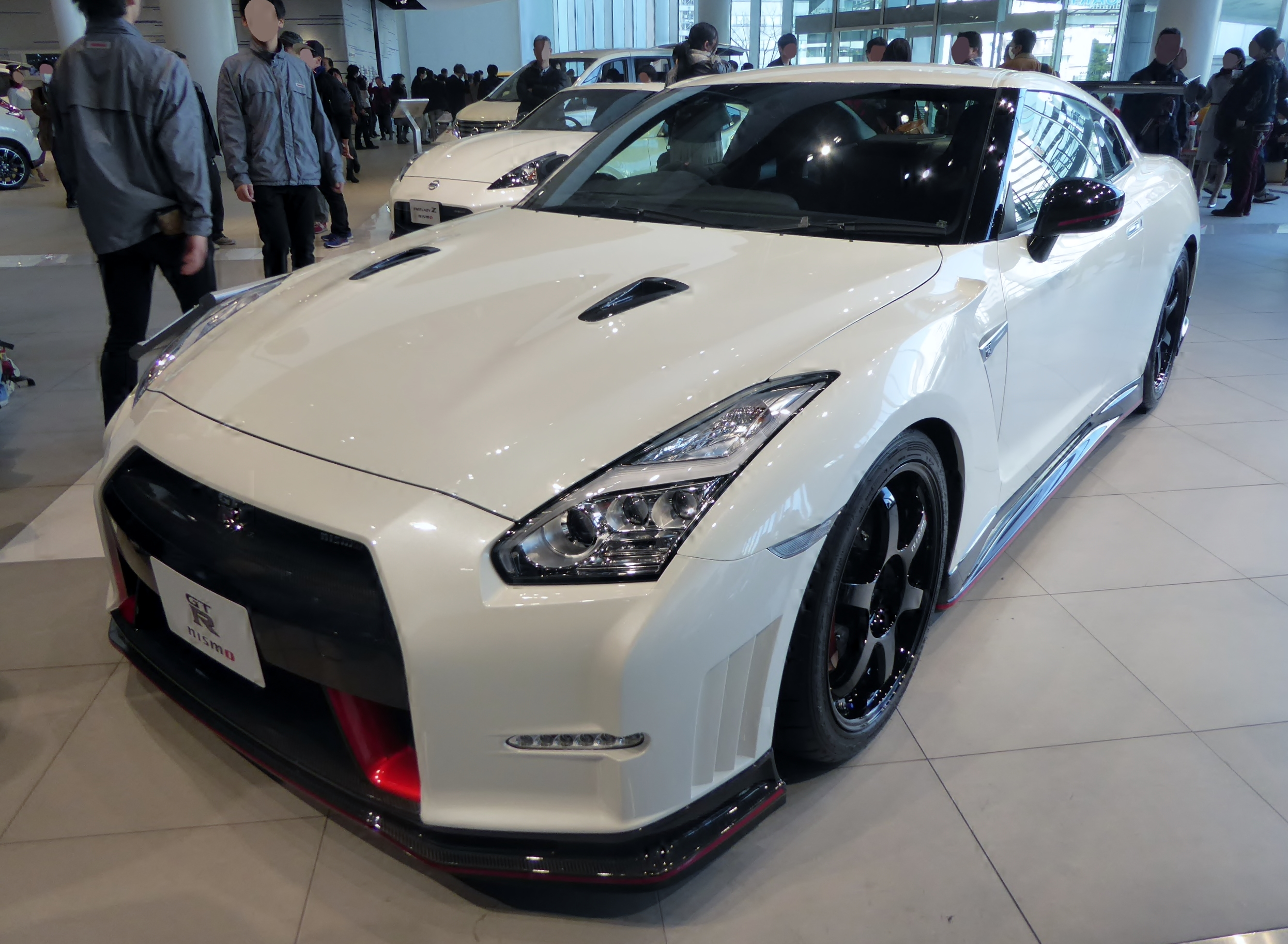
GT-R NISMO N Attack.

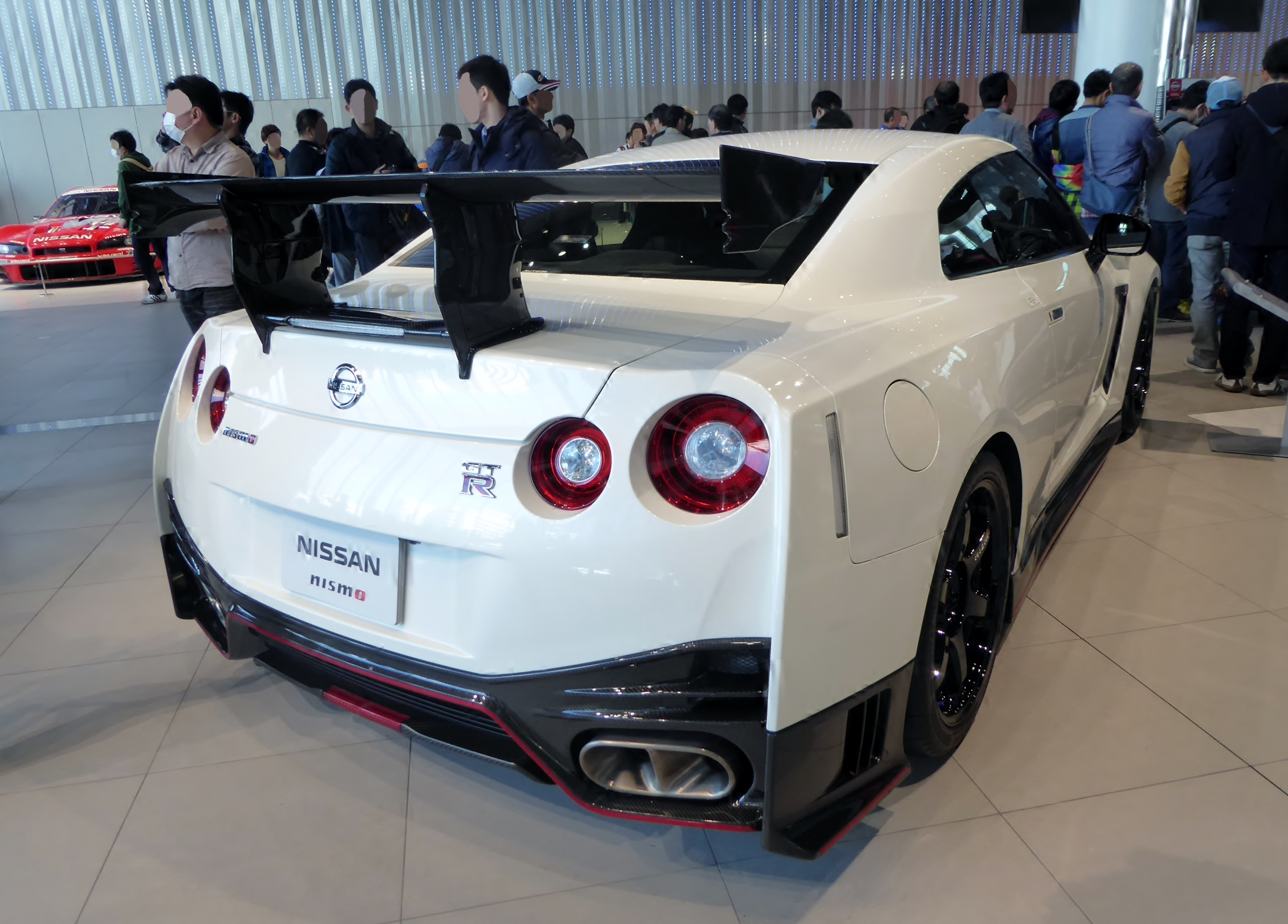
Vista trasera.

Fue presentado en el SEMA Show de 2015 el kit para el GT-R denominado como "NISMO N Attack Package". Este paquete desarrollado para el GT-R NISMO (R35), contiene los mismos elementos que utilizó el GT-R que logró el récord de la vuelta más rápida en Nürburgring en 7:08.679, tiempo que le mereció ser catalogado como el auto de producción en serie más rápido del "Infierno Verde".
Entre los cambios que obtiene el GT-R, están los amortiguadores ajustables Öhlins y los diferenciales de deslizamiento limitado, tanto para el eje delantero como el trasero. Asimismo, este kit contiene varios componentes de fibra de carbono que reducen el peso del vehículo y mejoran la aerodinámica, así como mejoras en la ECU y en el control de tracción.
Junto a estos cambios que permiten un mejor desempeño del auto, tiene asientos Recaro de carbono y un sistema de escape de titanio que permite una mejor resonancia de los 600 CV (592 HP; 441 kW).
Desarrollado por Nissan Motorsport International, todo este nuevo kit se instala directamente en el Nissan GT-R Nismo en la propia factoría de Omori, Japón de donde salen todos los GT-R que se comercializan a nivel mundial. Semejante kit N-Attack afecta a la aerodinámica, las suspensiones, la ligereza y también en la mecánica.
La electrónica se reprograma para su motor y su caja de cambios. No consigue extraer ningún caballo adicional, pero consigue que la respuesta de ambos componentes sea más agresiva ante los actos de su piloto.
Los 1795 kg (3957 libras) que homologa el Nissan GT-R Nismo se reducen ligeramente gracias a la adopción de nuevas piezas que están fabricadas en fibra de carbono. De este ligero material se fabrican el cofre, las defensas, el impresionante alerón trasero móvil o la estructura de sus asientos delanteros, además de que se ofrecerá la posibilidad de elegirlo con dos o cuatro plazas.
Precisamente el alerón antes mencionado, fabricado en carbono y aluminio se puede regular de forma manual y permite variar la carga que ejerza sobre el eje posterior, dependiendo del tipo de circuito sobre el que se vaya a rodar, aunque este GT-R Nismo N-Attack es un vehículo completamente de serie y por lo tanto, matriculable.
Suma también piezas exclusivas a nivel dinámico que influyen en su comportamiento, como unos nuevos amortiguadores que trabajan junto a unos muelles también de nuevo desarrollo. Ambos componentes son heredados de los que utilizan los Nissan GT-R GT3 de competición. Junto a ambos elementos se encuentran también nuevas barras estabilizadoras, además de un nuevo diferencial autoblocante para su eje delantero, pues su eje trasero ya contaba con este elemento.

### GTR-50 Italdesign

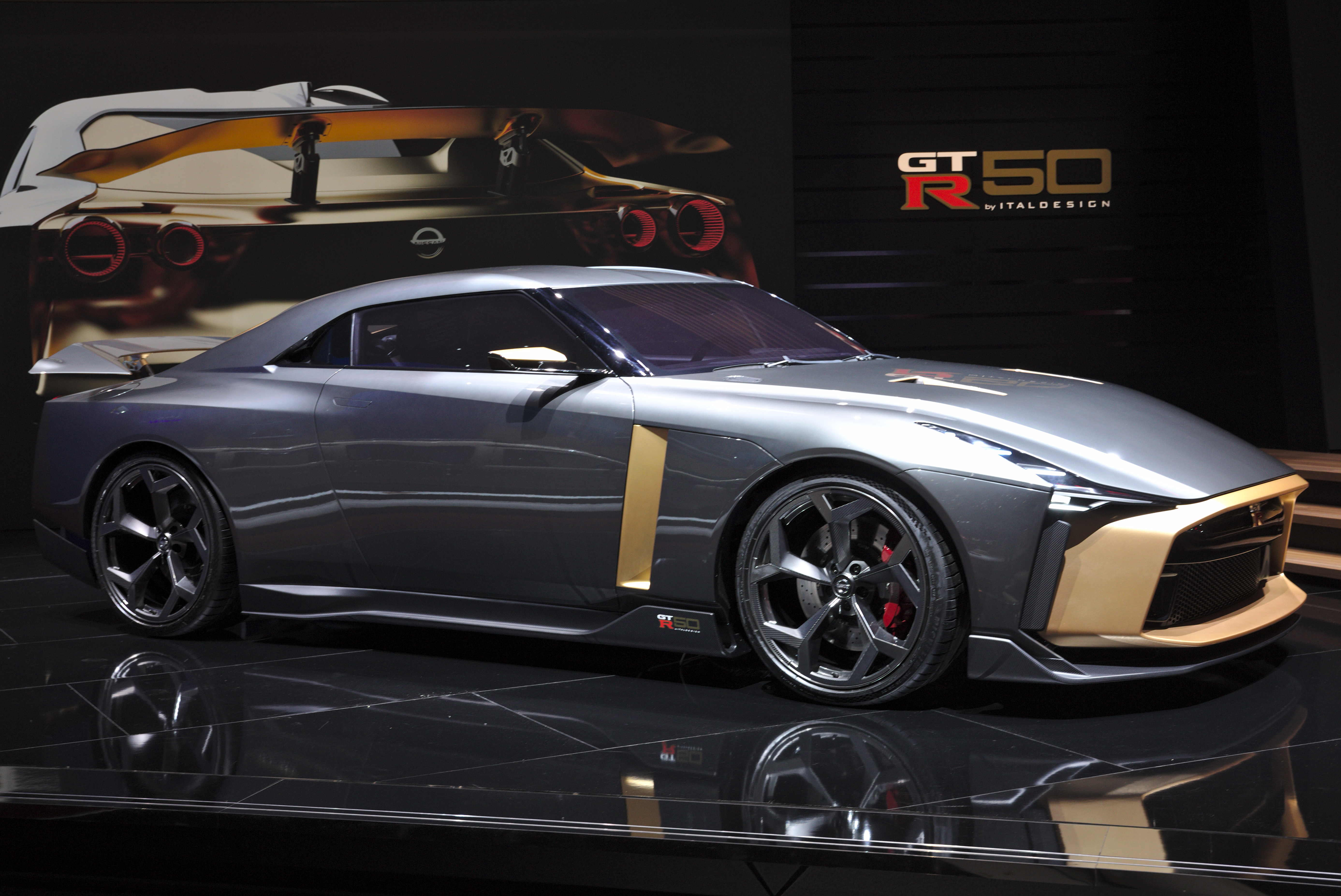
GT-R50 Italdesign en el Salón del Automóvil de Ginebra de 2019.

El Nissan GT-R50, es fruto de la colaboración entre el estudio de diseño Italdesign y la marca nipona. Se trata de una versión de edición limitada a 50 unidades con un precio de 990000 €.
El GT-R50 nacía como prototipo para celebrar el 50.º aniversario, tanto de Italdesign como de la línea GT-R de Nissan, que se estrenaba a finales de los años 60 con el Skyline GT-R. Aprovechando que festejaban cumpleaños juntos, carrocero y fabricante decidieron unir fuerzas y el resultado fue una máquina espectacular basada en el último Nissan GT-R NISMO.
De esta manera es, hasta la fecha, el GT-R más exclusivo jamás y es de esperar por tanto, que cada una de ellas acabe superando el millón de euros.
Su diseño R50 apenas ha cambiado respecto aquel prototipo desvelado en verano. Así, hace gala de un marcado acento futurista, que se materializa en su imponente frontal, en su gigantesco difusor laminado y en su sobredimensionado alerón ajustable electrónicamente en la zaga, así como por su línea de techo rebajada en 54 mm (2,1 pulgadas).
El gris del Nissan GT-R50 se sustituye por un tono azul oscuro, en combinación con el tono dorado que ya se conocía. Sin embargo, Nissan anuncia que los clientes podrán escoger su propia combinación cromática ofreciendo un catálogo tanto para la carrocería como para el interior. Cada una de las 50 unidades será fabricada por encargo, ajustándose a las preferencias del cliente, y ofreciendo no pocas opciones de personalización.
Se mantiene el mismo motor del GT-R Nismo, pero potenciado para llegar a los 720 CV (710 HP; 530 kW) y un par máximo de 780 N·m (575 lb·pie). Asimismo, esta variante de producción también contará con una transmisión automática de doble embrague y seis velocidades, que ha sido revisada y reforzada para la ocasión, la suspensión ajustable de Bilstein y unos gigantescos frenos de alto rendimiento firmados por Brembo, cuyas pinzas rojas se dejan entre ver entre las rines de diseño exclusivo.

### 50th Anniversary Edition

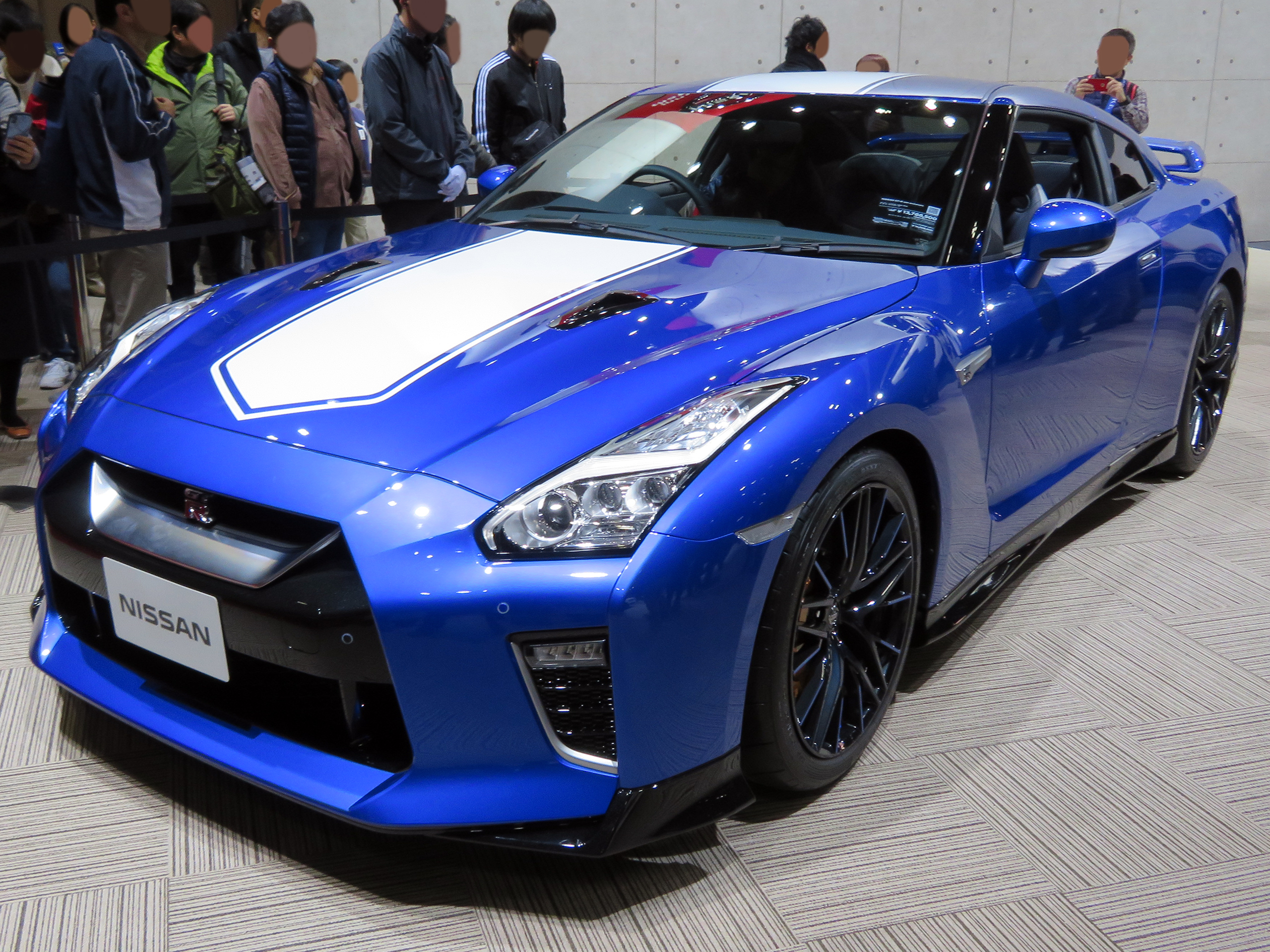
50th Anniversary Edition en el Salón del Automóvil de Osaka de 2019.

Por fuera podrá pedirse en tres colores distintos, siendo el Bayside Blue, el color más destacable por ser el mismo que el Skyline GT-R (R34) portó. Los otros colores son blanco perlado y plata súper, todos llevarán franjas en distintos colores con diseños que homenajean al GT-R original que compitió en las Japan GP Series.
En el interior también habrán un par de cambios como los bordados de asientos, detalles en el pomo, volante y contrastes en color gris exclusivos de esta edición especial.
Bajo el cofre también habrá un par de mejoras, pues ahora los turbocompresores han sido mejorados para entregar más par a bajas revoluciones y hacer el conjunto un 5% más eficiente. Las cifras se mantienen con 565 CV (557 HP; 416 kW) y 466 lb·pie (632 N·m) de par.
También han mejorado la transmisión para que en el modo de manejo "R" sea más refinado y los cambios no se sientan tan bruscos. El escape ha sido modificado con un silenciador de titanio y detalles de puntas en color azul, por su parte los frenos han sido mejorados para frenar más rápido, la dirección se hizo más precisa y la suspensión se calibró para mejor comportamiento a velocidades altas.

### Usain Bolt Edition

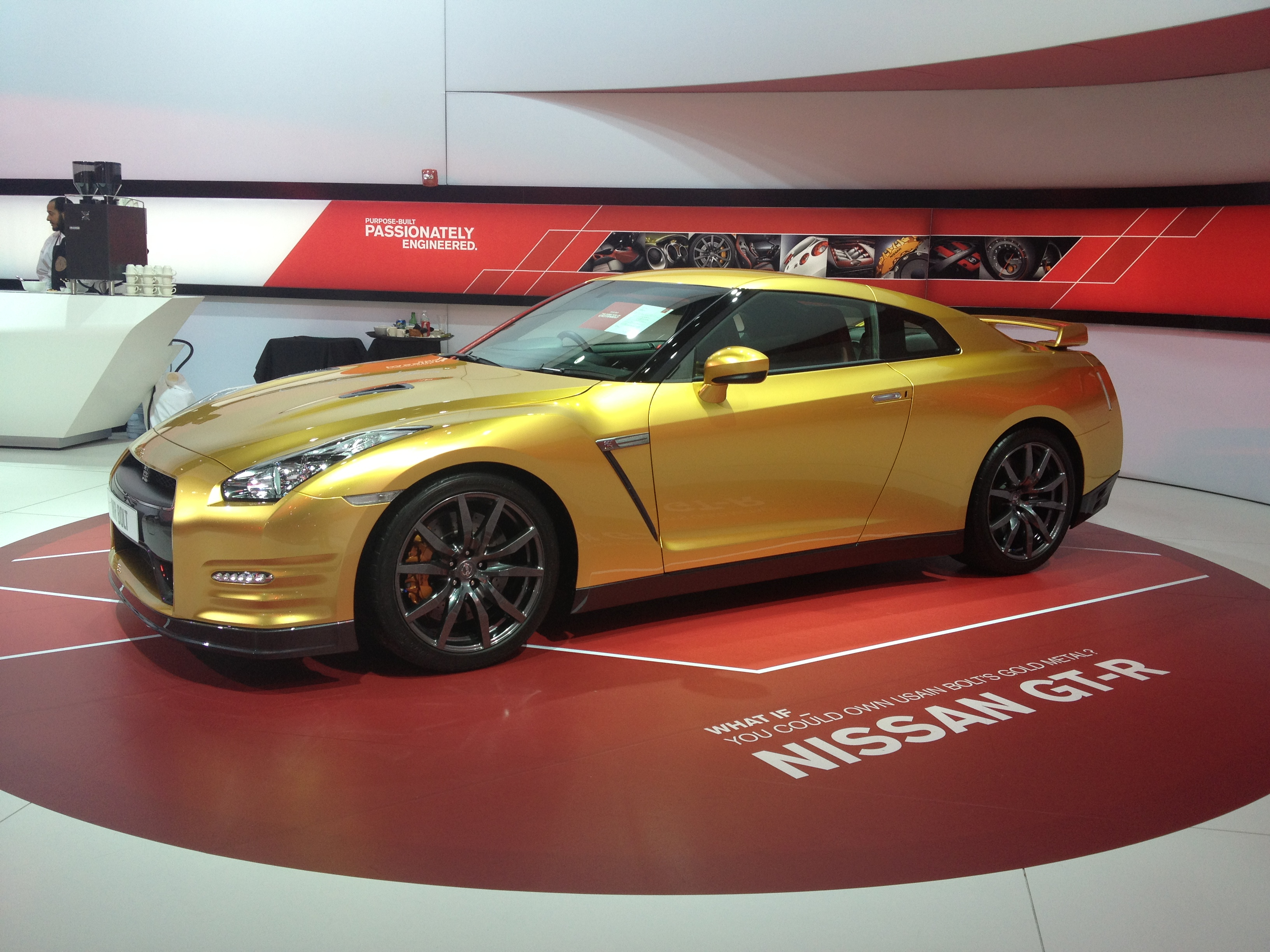
GT-R Usain Bolt en el Salón del Automóvil de Detroit de 2013.

Usain Bolt junto con el equipo de desarrollo del Nissan GT-R han creado una edición especial que sería subastado en octubre de 2012 en eBay y el dinero obtenido irá destinado a la Fundación Usain Bolt, que ayuda a los niños más desfavorecidos de Jamaica.
Además, Usain Bolt, nuevo embajador de la firma japonesa y 'director de emociones', trabajaría con Nissan para desarrollar una serie limitada del GT-R que se venderá en todos los países donde actualmente se comercializa el modelo.
Además de contar con una carrocería en color dorado, tendría varias partes del habitáculo fabricadas en oro real.
Sus tiempos de reacción, su capacidad de aceleración y otras capacidades serán utilizadas para desarrollar una unidad Bolt del GT-R específicamente pensada para su uso personal.
Esta colaboración entre ambas marcas daría lugar a ediciones específicas que se venderán en todos los mercados, aunque sus prestaciones son un secreto.
Como parte de la colaboración de Bolt con Nissan, fue recogido en el Aeropuerto de Narita por el piloto de Fórmula 1 Mark Webber, para conducir varios modelos del GT-R en la pista de pruebas de Nissan cerca de Oppama, en Japón y los datos recogidos en esas pruebas se utilizarían para desarrollar la edición especial “Usain Bolt GT-R”.

## En competición

### Super GT

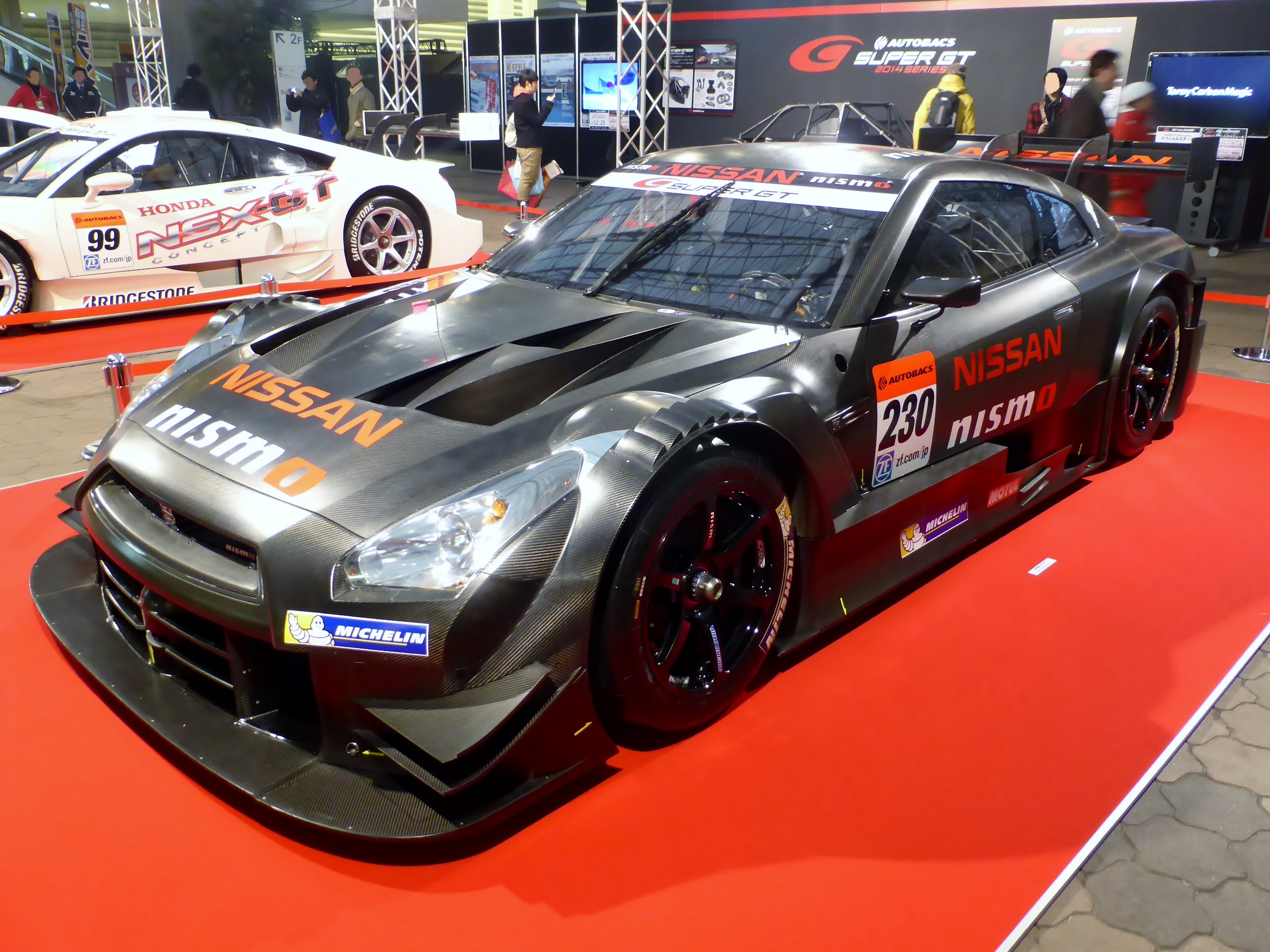
GT-R NISMO GT500 en el Salón del Automóvil de Osaka de 2014.

El sucesor del Skyline, el Nissan GT-R, entra de lleno en la competición participando una versión preparada en la competición GT500 perteneciente a la Super GT Japonés que se celebró en 2008. Las pruebas realizadas por Nissan fueron en el Circuito de Suzuka.
La carrocería experimenta numerosos cambios para adaptarse a la más alta competición, con una carrocería más aerodinámica, con entradas de aire y laterales ensanchados, defensas más prominentes y un enormemente aumentado alerón trasero.
Seguro que la versión GT500 recibiría un cambio para el motor, que podía elevar su potencia bastante por encima de los más de 500 CV (493 HP; 368 kW) que se esperan para el GT-R Spec-V de calle.
Durante las rondas finales del campeonato Super GT celebradas en el circuito Twin Ring Motegi, en Japón, Nissan presentó el GT-R NISMO GT500, vehículo con el cual buscaría alcanzar el éxito en la edición 2017 de dicho campeonato.
Nissan redujo un 25 por ciento en la carga aerodinámica total en el nuevo GT-R NISMO GT500, debido a las nuevas regulaciones para 2017 en el campeonato Super GT japonés.
NISMO hizo mejoras a la resistencia y confiabilidad en el nuevo GT-R NISMO GT500. También aumento su potencia y la aerodinámica del vehículo se mejoró, gracias un centro de gravedad más bajo y una distribución de peso optimizada.
Este fue uno de los autos que estuvieron presentes en el Festival NISMO que se desarrolló en Japón, el cual se llevó a cabo en el autódromo Fuji Speedway.

“Aún perfeccionaremos el desarrollo del vehículo en las pruebas que se realicen fuera de la temporada. Buscamos crear un auto de carreras que destaque de forma brillante dentro de la historia del deporte motor. Esperamos emocionar a los fanáticos con un GT-R rápido y más atractivo que los llene de adrenalina...”
señaló Takao Katagiti, presidente y CEO de NISMO.

Con este nuevo vehículo, Nissan buscaba perpetuar el éxito que ha tenido en este campeonato, donde ha obtenido la victoria en las ediciones 2014 y 2015; y en cinco de las ocho rondas en 2016.

### GTR Nismo GT1

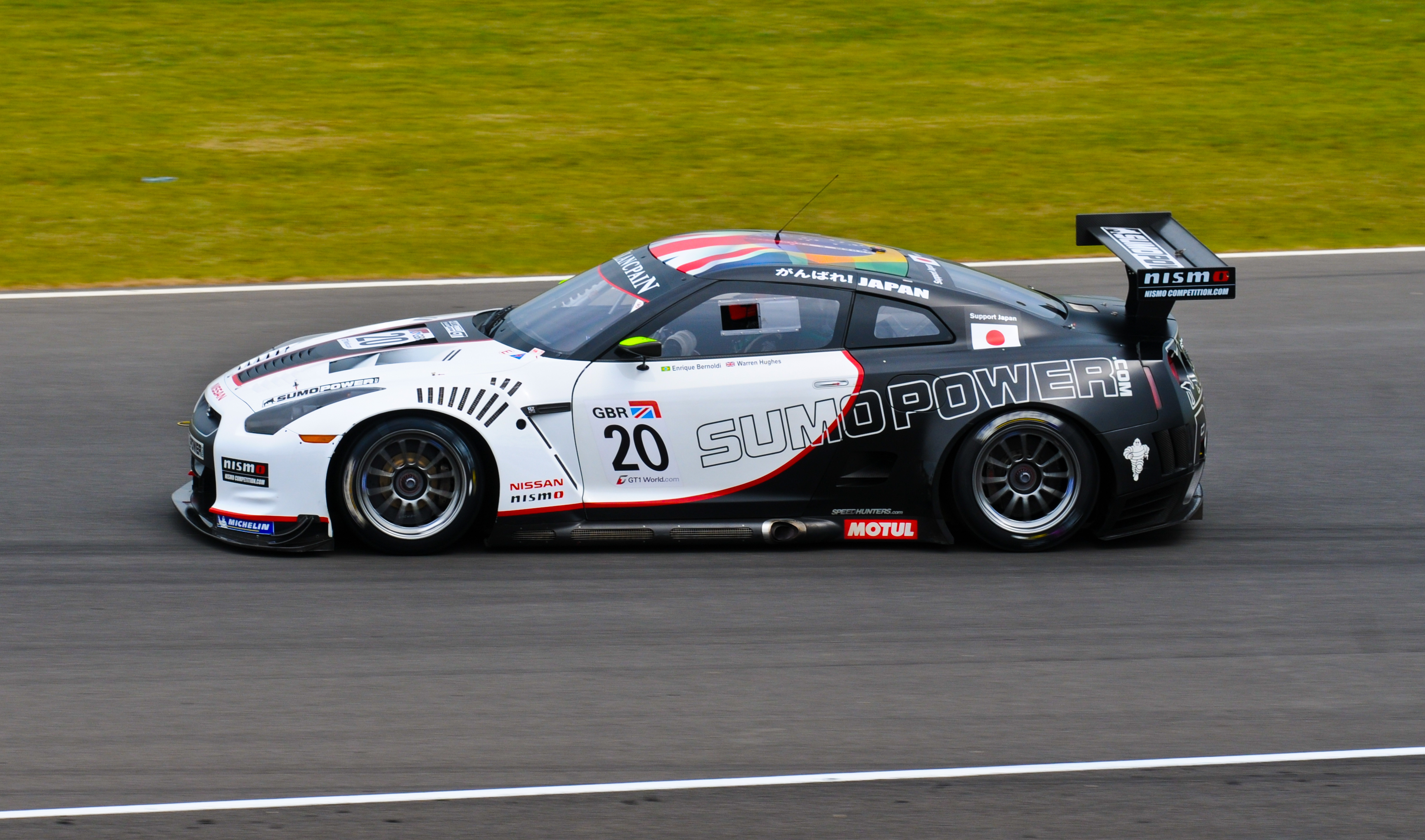
GT-R GT1 del equipo Sumo Power GT en la ronda del Circuito de Silverstone el 5 de junio de 2011.

El Nissan GT-R GT1 2010, la versión adaptada para circuitos del deportivo nipón, se puso a la venta para todos aquellos equipos que quieran competir en competiciones reguladas por la homologación GT1 de la FIA. Alguna modificación que se ha hecho para reducir costes de desarrollo, fabricación y mantenimiento permitiría que pueda competir con garantías y conseguir la victoria.
Dos los equipos que participaron en 2010 en el Campeonato Mundial de la FIA GT1 con el Nissan GT-R GT1: Swiss Racing Team y la británica Sumo Power GT. Aunque Nissan no tenga su propio equipo oficial, confirmaron que estas dos escuderías tendrán todo el apoyo de NISMO, la división deportiva de Nissan.
La mecánica de este GT1 era un motor V8 de 5.5 litros de 600 CV (592 HP; 441 kW) y un par máximo de 650 N·m (479 lb·pie) que irán directamente al eje trasero a través de una transmisión de seis velocidades y un embrague de tres discos de fibra de carbono. Para frenar, contaba con frenos cerámicos con pinzas de seis pistones que se dejarán ver incandescentes a través de los radios de los rines de aleación de 18 pulgadas (45,7 cm).
Por fuera su diseño será mucho más radical con un uso mayoritario de fibra de carbono en la carrocería, sobre todo en elementos como las defensas, el gigantesco alerón o el difusor trasero, para conseguir un peso en vacío en torno a los 1350 kg (2976 libras).

### GT-R Nismo GT3

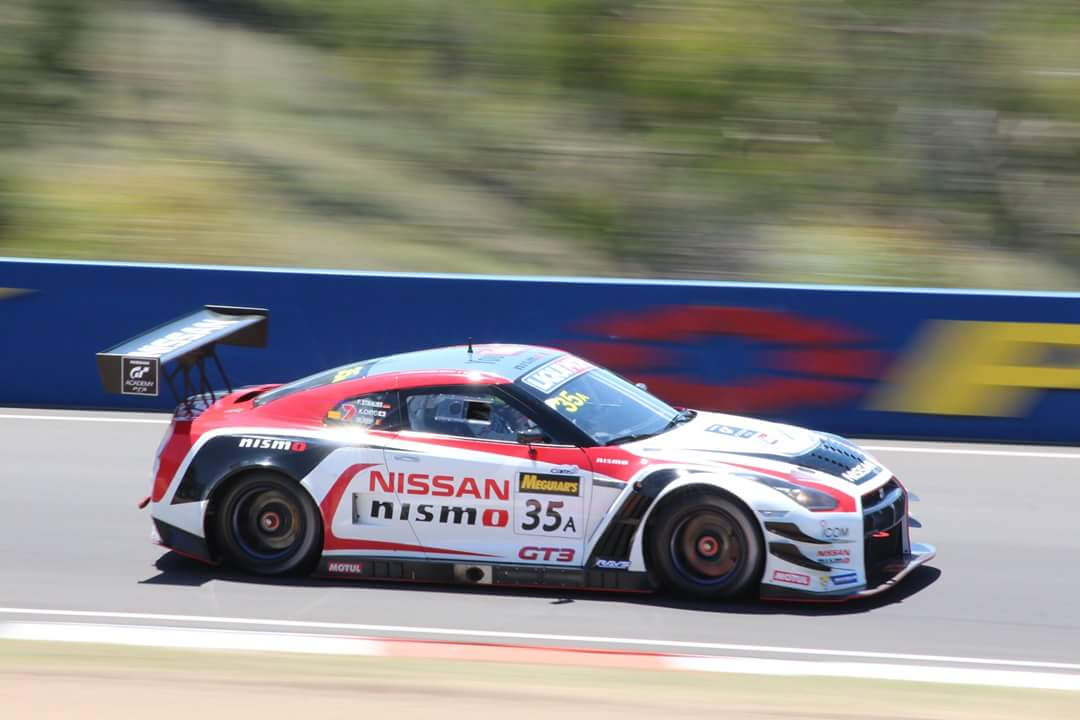
GT-R Nismo GT3 en las 12 Horas de Bathurst el 7 de febrero de 2015.

Nissan Motorsports (Nismo), la división de competición de la marca, anunció de forma oficial el Nissan GT-R de carreras que cumple con la normativa GT3 de la FIA: el Nissan GT-R Nismo GT3.
Ha sido desarrollado de forma conjunta con JR Motorsports. Monta el mismo motor V6 biturbo de 530 CV (523 HP; 390 kW) a las 6400 rpm y 612 N·m (451 lb·pie) de par motor máximo, acoplado a una transmisión semiautomática de seis velocidades que envía la fuerza a las ruedas traseras.
Tras haber sido puesto a prueba en las últimas 24 Horas de Dubái, se comercializaba de forma global con un precio de partida de 298000 € y ofrecía, entre otras cosas, una suspensión ajustable y todas las medidas de seguridad requeridas por la FIA.
El modelo de competición desarrollado por Nissan Motorsports (Nismo) para 2013 tenía el difícil objetivo de seguir la racha de victorias del modelo anterior, que desde que fue presentado en marzo de 2012 ha conseguido victorias, tanto en mandos del equipo oficial Nismo, como de equipos satélite.
Las principales mejoras del nuevo modelo se centran en el motor, en el que se ha trabajado en su rendimiento y fiabilidad, la aerodinámica, los frenos, las suspensiones y los ajustes de la transmisión para sacar todo el rendimiento a su motor.
En el motor hay un nuevo árbol de levas y las piezas móviles han sido reforzadas para garantizar su fiabilidad. En cuanto a la aerodinámica, hay cambios en la rejilla de la defensa delantera que es más grande y además hay nuevos estabilizadores en los extremos de la defensa delantera.
El peso total del conjunto es de solamente 1300 kg (2866 libras) para 550 CV (542 HP; 405 kW) de potencia. Los GT-R GT3 de 2012, podían disponer de un kit de actualización para acercarlo al modelo 2013.

## En la cultura popular
Como es legado de sus antecesores, el GT-R R35 ha aparecido en varias series de videojuegos de carreras, tales como: Assetto Corsa, Forza Motorsport, Gran Turismo, Asphalt y Need for Speed, así como en películas de la saga de Fast & Furious.